# 惠特迈尔 (南卡罗来纳州)
惠特迈尔（英文：Whitmire），是美国南卡罗来纳州下属的一座城市。城市类型是“Town”。其面积大约为1.24平方英里（3.2平方公里）。根据2010年美国人口普查，该市有人口1,441人，人口密度约为每平方 英里1,165.86人（约合每平方公里450.16人）。